# Courtonne-les-Deux-Églises
Courtonne-les-Deux-Églises è un comune francese di 637 abitanti situato nel dipartimento del Calvados nella regione della Normandia.

## Società

### Evoluzione demografica
Abitanti censiti